# Lubena
Lubena je naseljeno mjesto u Republici Hrvatskoj u Zagrebačkoj županiji. 

## Zemljopis
Administrativno je u sastavu općine Gradec. Naselje se proteže na površini od 2,19 km².

## Stanovništvo
Prema popisu stanovništva iz 2001. godine u Lubeni žive 123 stanovnika i to u 46 kućanstava. Gustoća naseljenosti iznosi 56,16 st./km².
| broj stanovnika | 85    | 76    | 89    | 115   | 135   | 149   | 135   | 148   | 175   | 177   | 162   | 136   | 137   | 116   | 123   | 124   | 116   |
|                 | 1857. | 1869. | 1880. | 1890. | 1900. | 1910. | 1921. | 1931. | 1948. | 1953. | 1961. | 1971. | 1981. | 1991. | 2001. | 2011. | 2021. |